# Sızıntı
Sızıntı (в переводе с тур. — «фонтан») — турецкий исламский ежемесячный журнал, публикуемый с 1979 по июль 2016 года. Журнал был основан членами общественного движения «Хизмет», состоящего из последователей турецкого проповедника и писателя Фетхуллаха Гюлена, и утверждает, что объединяет ислам и науку, подчеркивая предполагаемые «параллели» между современными научными открытиями и стихами из Корана.
Журнал был ликвидирован 27 июля 2016 года турецкими властями, в результате провалившегося попытки военного переворота в Турции.

## Этимология
В переводе с турецкого, «Sızıntı» переводиться как «фонтан» или «утечка». Также есть версия журнала на английском языке, под названием «The Fountain».

## Содержание
Основная тема журнала — религия, и совместимость ислама с современными ценностями, например как: наука и образование, демократия, либерализм и антитерроризм. В журнале приводятся различные суры, аяты и хадисы, с которыми приводят параллели с современными научными открытиями. Также в журнале озвучиваются идеи турецкого писателя и проповедника Фетхуллаха Гюлена, который призывал строить школы и образовательные учреждения. Журнал стал толчком к созданию турецких лицеев на постсоветском пространстве (преимущественно в Средней Азии и мусульманским населением) и не только, членами движения «Хизмет» в конце XX века.